# Hydriomena modestata
Hydriomena modestata là một loài bướm đêm trong họ Geometridae.